# Life goes on (浅岡雄也の曲)
「Life goes on」（ライフ・ゴーズ・オン）は、浅岡雄也の1枚目のシングル。

## 解説
ソロ活動開始後、初のリリースとなったシングル。

## 収録曲
1. Life goes on
作詞：浅岡雄也　作曲：Eddy Blues　編曲：沢崎公一
  - テレビ東京系『超星神グランセイザー』オープニング・テーマ
  - 作曲者としてクレジットされている「Eddy Blues」は織田哲郎の別名である。
2. Emotion
作詞：浅岡雄也　作曲：浅岡雄也　編曲：浅岡雄也+藤井理央
3. 鐘の音
作詞：浅岡雄也　作曲：浅岡雄也　編曲：浅岡雄也+藤井理央